# San Salvatore in Portico
San Salvatore in Portico var en kyrkobyggnad i Rom, helgad åt Frälsaren. Kyrkan var belägen vid Vico Jugario i Rione Ripa.

## Kyrkans historia
I området sydväst om Capitolium fanns tre kyrkor helgade åt Frälsaren: förutom San Salvatore in Portico, San Salvatore in Statera och San Salvatore de Maximis. Detta har givit upphov till förvirring beträffande identifieringen av dessa tre kyrkor, både vad gäller dokument och kartor, i synnerhet Strozzis karta från år 1474 och Bufalinis karta från år 1551.
Kyrkan San Salvatore in Portico kan ha uppförts på 1000-talet, men för detta existerar det inte några historiska belägg. Enligt den italienska konsthistorikern och arkeologen Monica Ceci är det sannolikt, att kyrkan ursprungligen utgjorde oratorium för Ospedale di Santa Maria in Portico, ett sjukhus, grundat av påve Celestinus III (1191–1198).
Kyrkans första dokumenterade omnämnande återfinns i ett dokument från år 1470. Enligt en teori åsyftar tillnamnet ”Portico” den antika Porticus Crinorum; en annan teori hävdar att tillnamnet syftar på det sjukhus, som låg i anslutning till kyrkan Santa Maria in Portico. Kyrkan San Salvatore in Portico restaurerades år 1510 och förlänades år 1575 åt Università dei sartori, det vill säga skräddarnas skrå. Skrået lät inom kort bygga om kyrkan ”a fundamentis”, vilket innebar att den gamla kyrkan revs och en ny uppfördes på dess plats, och helga den åt sin skyddspatron – den helige Homobonus. I en förteckning över Roms kyrkor, sammanställd 1575–1583 av Francesco del Sodo, kanik vid Santa Maria in Cosmedin, benämns den nya kyrkan Sant'Omobono de Sartori.

## Bilder
| - Alessandro Strozzis karta över Rom från år 1474. |